# مالينا (فلم 1991)
مالينا هو فيلم دراما نمساوي ألماني من إخراج فيرنر شروتر وبطولة إيزابيل أوبير، ماتيو كاريير وكان توغاي، صدر الفيلم في 17 يناير 1991.

## روابط خارجية
- مالينا على موقع IMDb (الإنجليزية)
- مالينا على موقع روتن توميتوز (الإنجليزية)
- مالينا على موقع ألو سيني (الفرنسية)
- مالينا على موقع Turner Classic Movies (الإنجليزية)
- مالينا على موقع أول موفي (الإنجليزية)
- مالينا على موقع فيلمافينيتي (الإسبانية)
- مالينا على موقع قاعدة بيانات الأفلام السويدية (السويدية)
- مالينا على موقع قاعدة بيانات الفيلم (الإنجليزية)
- مالينا على موقع ليتربوكسد (الإنجليزية)
- مالينا على موقع كينوبويسك (الروسية)